# ویلیام فرس
ویلیام فرس (انگلیسی: William Furse؛ ۱۸۶۵ – ۱۹۵۳) فرد نظامی اهل بریتانیا بود. وی همچنین برندهٔ جوایزی همچون نشان حمام شده‌است.